# Galattorrea
Si definisce  galattorrea, in medicina, un segno clinico caratterizzato da anormale secrezione di latte o di liquido lattescente dalle mammelle, spontanea o provocata, in donne al di fuori dell'allattamento oppure in soggetti di sesso maschile.

## Eziologia e condizioni associate
La galattorrea è un segno fortemente suggestivo (anche se non invariabilmente presente) di iperprolattinemia (aumento della concentrazione di prolattina nel sangue). Nelle donne si associa spesso ad amenorrea (mancanza di mestruazioni); in particolare un aumento patologico della prolattina si riscontra, in media, in circa la metà delle donne che presentano galattorrea associata ad amenorrea.
La galattorrea può manifestarsi come effetto collaterale di alcuni farmaci che interferiscono con il metabolismo della prolattina. Fra quelli di uso più comune vi sono i farmaci attivi sui recettori della dopamina o della serotonina, come il risperidone e diverse classi di antidepressivi, alcuni antipertensivi (verapamil e metildopa) e alcuni contraccettivi orali, ma anche la sospensione di questi ultimi.
Fra le cause patologiche si annoverano malattie dell'ipofisi (in particolare tumori benigni della ghiandola) o dell'ipotalamo, disfunzioni della tiroide, malattia renale cronica avanzata. Nelle donne con galattorrea associata ad un significativo aumento della prolattina è frequente osservare irregolarità del ciclo mestruale, talvolta associate a infertilità.
Esistono anche casi di galattorrea idiopatica, ovvero senza causa nota, in donne con normali concentrazioni plasmatiche di prolattina. Si pensa che il tessuto mammario di queste donne possa avere un'aumentata sensibilità a normali livelli di prolattinemia.

## Approfondimenti diagnostici
Il riscontro di galattorrea al di fuori dell'allattamento suggerisce un aumento patologico della prolattinemia. Poiché la concentrazione nel sangue dell'ormone è fortemente variabile in base a diversi fattori (compreso lo stress psico-fisico), le misurazioni devono essere ripetute più volte nello stesso laboratorio. Valori ripetutamente elevati di prolattinemia possono richiedere un approfondimento sia con il dosaggio ematico di altri ormoni (tiroidei e sessuali in particolare), sia con indagini di diagnostica per immagini (TC o RMN dell'area ipotalamo-ipofisaria).

## Trattamento
Poiché la galattorrea non è una patologia, ma un segno clinico, la terapia dovrà essere indirizzata alla causa che l'ha determinata, se nota. La terapia di un prolattinoma può essere chirurgica o medica. 
In molti casi di iperprolattinemia da diverse cause la terapia è costituita da farmaci agonisti dei recettori D2 della dopamina in grado di contrastare l'aumento della prolattina, come la bromocriptina e la cabergolina.